# Lieve Vrouwegracht (Montfoort)
De Lieve Vrouwegracht is een straat in de historische stadskern van de Nederlandse plaats Montfoort die in zuidwestelijke richting loopt van de Oude Boomgaard naar de Willeskopperpoort.

## Naam
Vroeger lag de straat aan een ondiepe binnengracht die in 1874 is gedempt. Een overlevering vertelt van de vondst van een Mariabeeld in deze gracht, waarna de straat werd omgedoopt tot Lieve Vrouwegracht.

## Lieve Vrouwegracht 16-20
In 2014 werd er archeologisch onderzoek verricht voorafgaand aan de bouw van appartementen op de plaats van Lieve Vrouwegracht 16-20. Hierbij zijn diverse resten gevonden van huizen uit de zestiende en zeventiende eeuw. Uit het onderzoek is ook gebleken dat er omstreeks 1400 al sprake was van houten huizen op deze plek. Ook zijn er verschillende beer- en waterputten gevonden.
Naast de resten van bebouwing zijn er veel vondsten gedaan van gebruiksvoorwerpen uit verschillende perioden, zoals gebruiksaardewerk, voedselresten, dierlijk botmateriaal en kleine metalen voorwerpen zoals munten. De meest opmerkelijke vondsten zijn een fluitje uit de vijftiende eeuw, een leren schede van een middeleeuws mes en een pelgrimshoorn uit omstreeks 1400. De vondst van een dergelijk compleet exemplaar is zeer zeldzaam.
Op de plaats van Lieve Vrouwegracht 16-20 stond in de 18e eeuw Café De Zwaan. In 1925 werd dit oude café vervangen door nieuwbouw in de stijl van het zakelijk expressionisme. Het gebouw deed tevens dienst als hotel en werd rond het jaar 2000 weer afgebroken.

## Lieve Vrouwegracht 31
Het herenhuis aan de Lieve Vrouwegracht 31 is op 1 januari 2011 aangewezen als gemeentelijk monument. Dit huis werd rond 1900 gebouwd, waarna er in 1925 een aanbouw werd gerealiseerd.

## Afbeeldingen

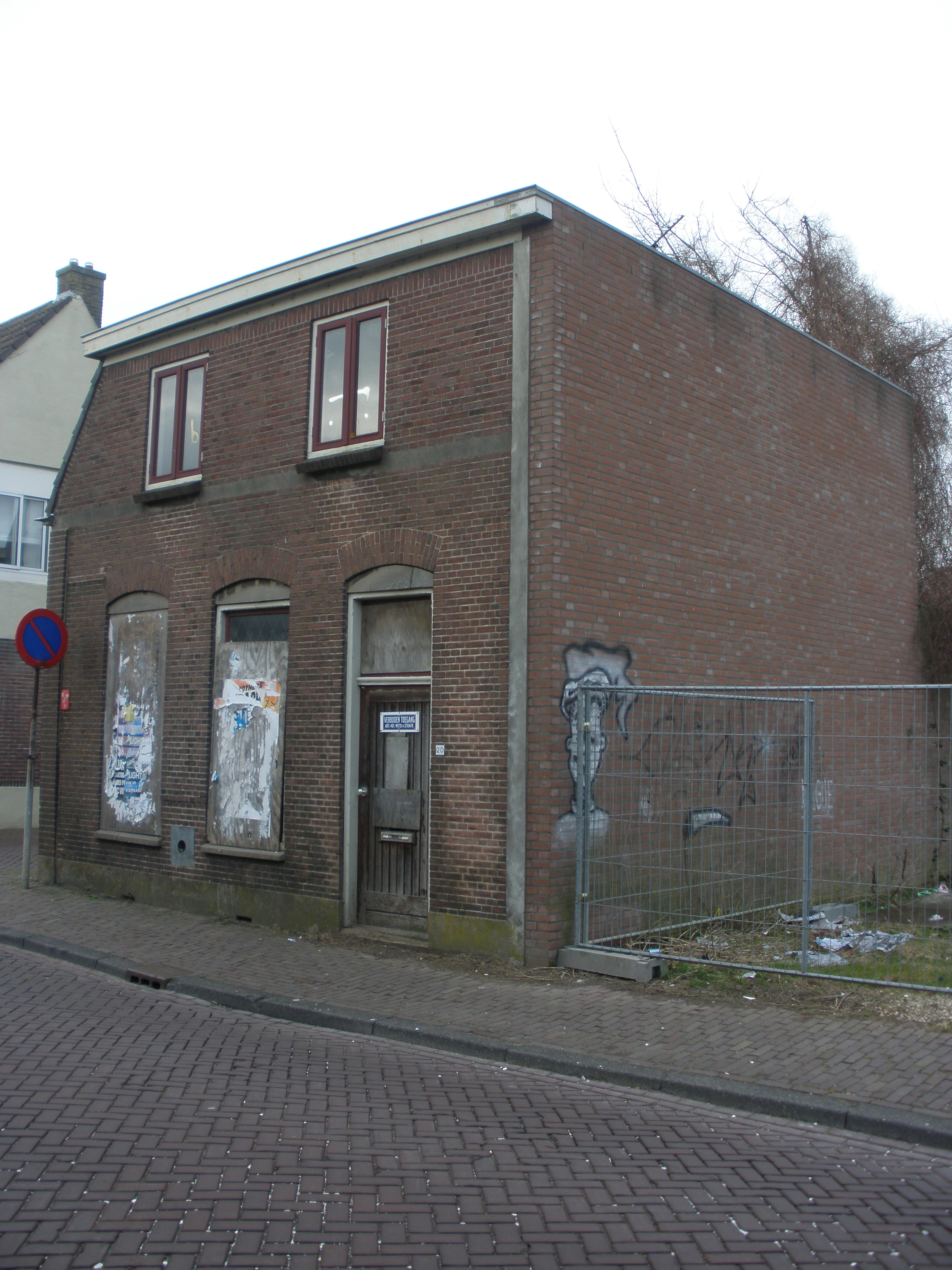
Inmiddels gesloopt pand (huisnummer 20)
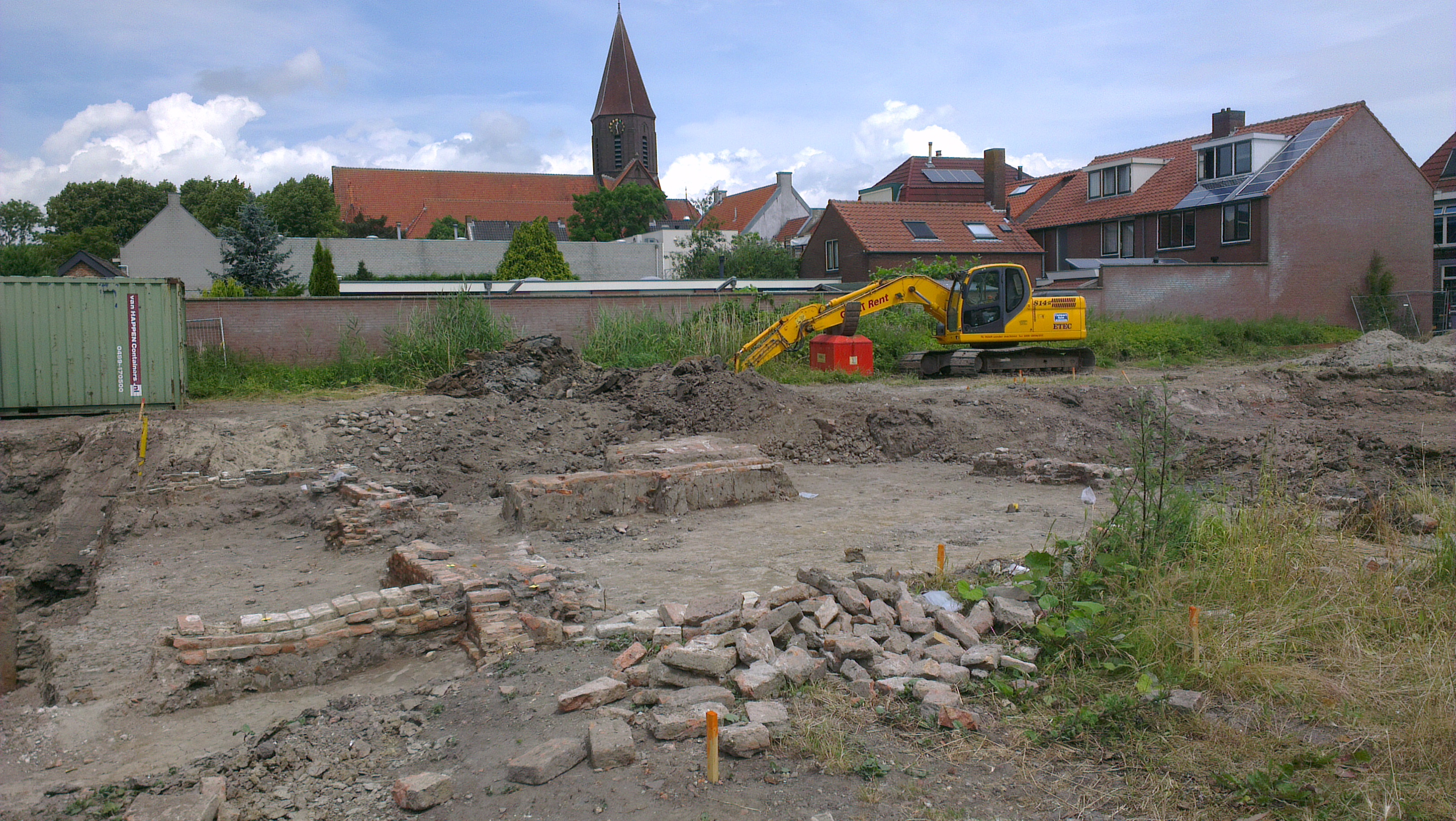
Archeologisch onderzoek ter hoogte van de huisnummers 16-20
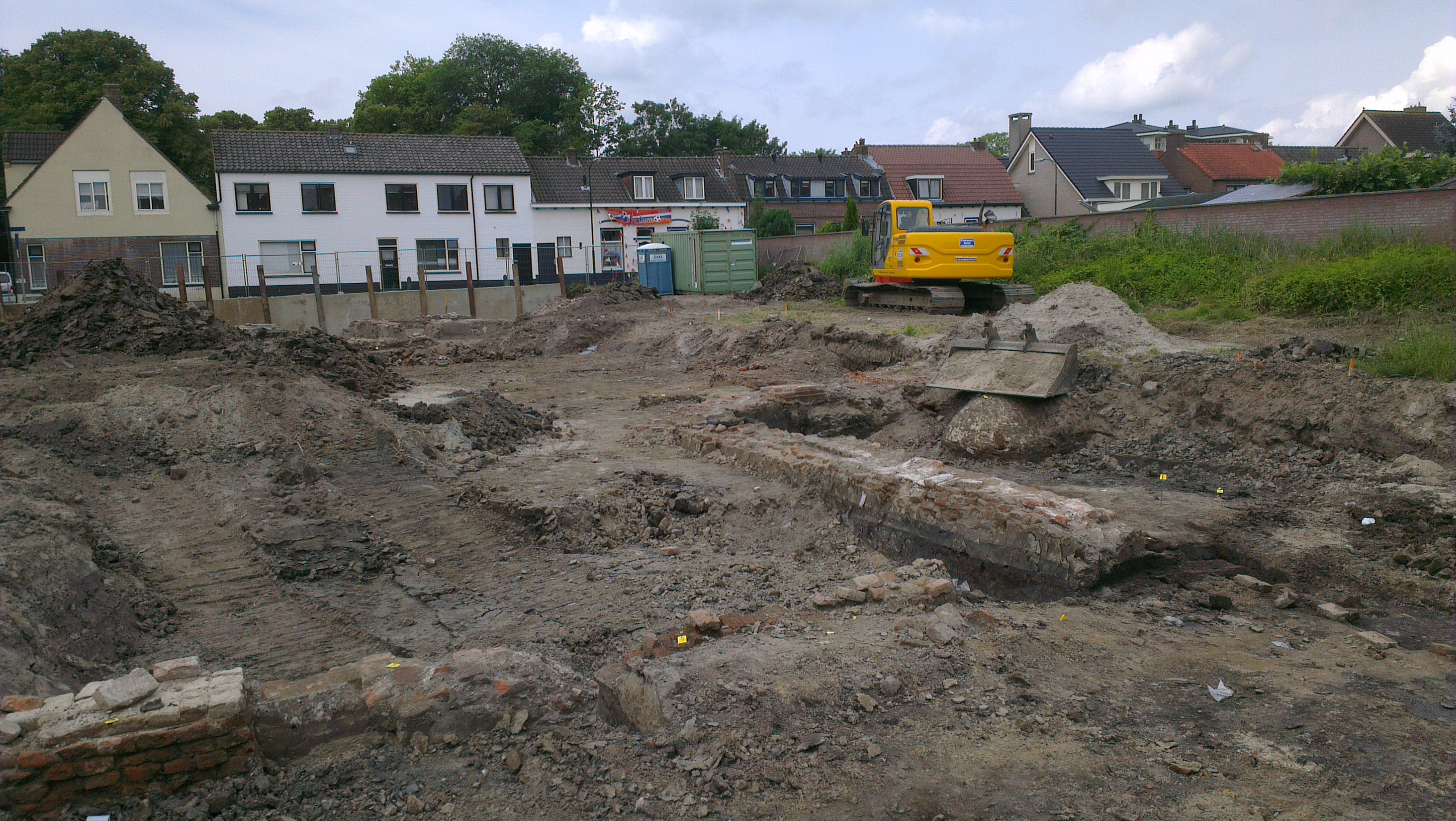
Archeologisch onderzoek ter hoogte van de huisnummers 16-20
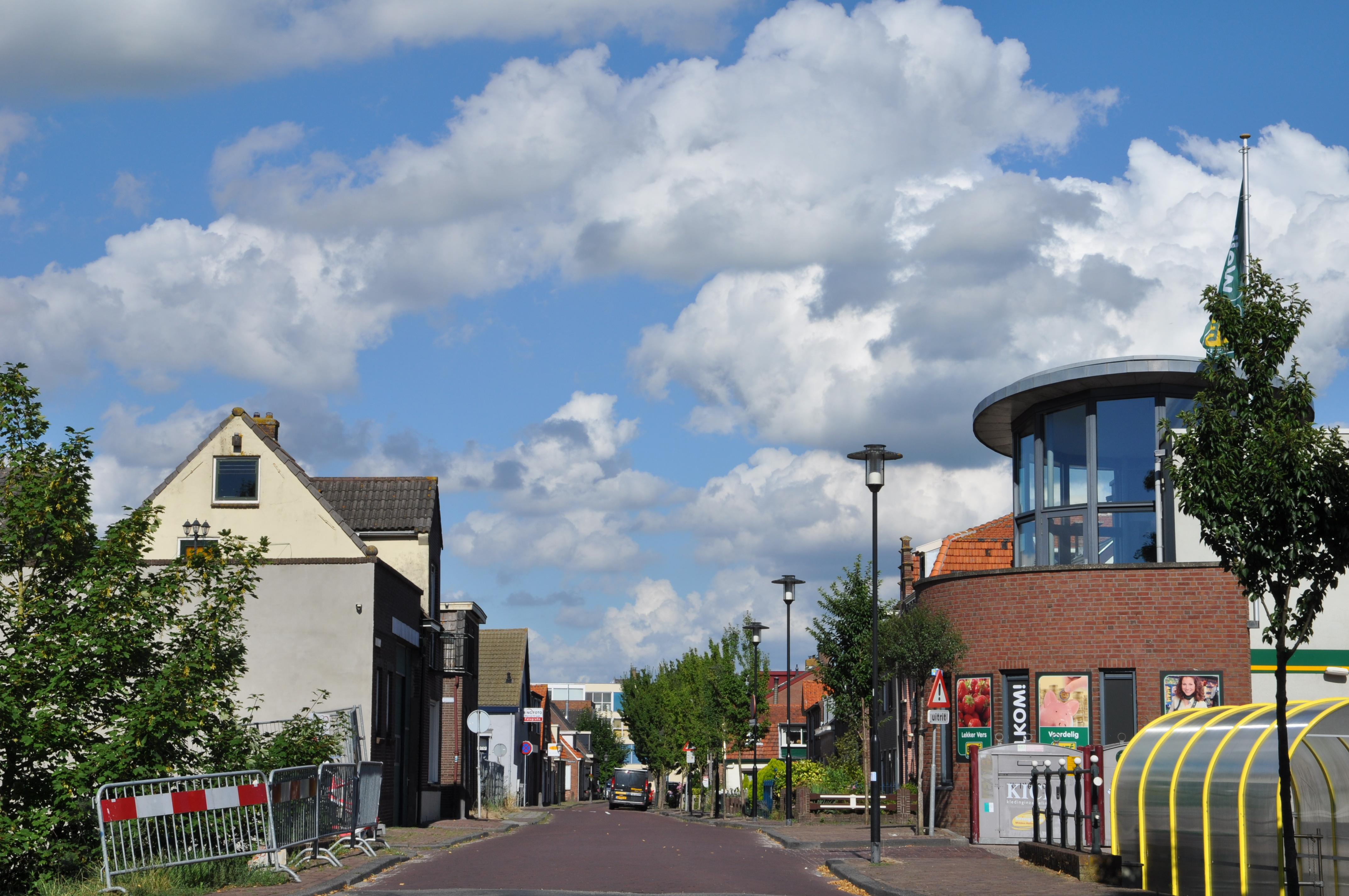
Blik in de straat vanuit de richting Willeskopperpoort

Achterstraat ·
Blindeweg ·
Bovenkerkweg ·
De Plaats ·
Doeldijk ·
Havenstraat ·
Heeswijkerpoort ·
Heilig Levenstraat ·
Hofdijk ·
Hofstraat ·
Hoogstraat ·
Julianalaan ·
Keizerstraat ·
Lieve Vrouwegracht ·
Lindeboomsweg ·
Mannenhuisstraat ·
Mastwijkerdijk ·
Molenstraat ·
Om 't Hof · 
Om 't Wedde · 
Onder de Boompjes ·
Oude Boomgaard ·
Schoolstraat  ·
Slotlaan ·
Vrouwenhuisstraat ·
Waardsedijk ·
Waterpoort ·
Willeskopperpoort ·
IJsselplein ·
IJsselkade ·
IJsselveld